# Neolimnomyia nemoralis
Neolimnomyia nemoralis är en tvåvingeart som först beskrevs av Johann Wilhelm Meigen 1818.  Neolimnomyia nemoralis ingår i släktet Neolimnomyia och familjen småharkrankar. Arten är reproducerande i Sverige. Inga underarter finns listade i Catalogue of Life.